# Wickie und die starken Männer (Kinderbuch)
Wickie und die starken Männer ist ein Kinderbuch des schwedischen Schriftstellers und Journalisten Runer Jonsson mit Illustrationen des schwedischen Karikaturisten Ewert Karlsson (EWK). Das Werk erschien 1963, im schwedischen Original mit dem Titel Vicke Viking. 1964 folgte die deutsche Übersetzung, 1965 wurde Wickie und die starken Männer  mit dem Deutschen Jugendbuchpreis in der Kategorie Kinderbuch ausgezeichnet.
Der Episodenroman behandelt die Abenteuer des kleinen und schmächtigen, etwas ängstlichen, aber schlauen Wikingerjungen Wickie. Die Probleme, in die die erwachsenen Wikinger auf ihrer sommerlichen Beutefahrt immer wieder geraten, löst er allein mit der Kraft seines Verstandes.
Jonsson verfasste zwischen 1965 und 1993 insgesamt sechs Fortsetzungen des Buchs, abgesehen vom letzten Band der Reihe alle ebenfalls von Karlsson illustriert. Das Werk war insbesondere in der deutschsprachigen Übersetzung erfolgreich und wurde mehrfach neu aufgelegt, ab 2005 in neuer Übersetzung. Anfang der 1970er Jahre entstand im Auftrag des ZDF eine Zeichentrickserie zu den bis dahin vorliegenden ersten fünf Bänden. Durch diese Adaption für das Fernsehen wurde Jonssons Wickie-Figur in Deutschland und Österreich unabhängig von der literarischen Vorlage zum populären Phänomen.

## Inhalt
Ausgangsort der Handlung ist das kleine Wikingerdorf Flake, wo Wickies Vater Halvar der Dorfhäuptling ist. Die beiden einführenden Kapitel zeigen exemplarisch, auf welche Weise Wickie sich aus scheinbar ausweglosen Situationen rettet und wie er auch scheinbar übermächtige Gegner besiegen kann:
Zunächst entkommt Wickie dem Angriff eines Wolfes durch eine clevere Flucht, was seinen Vater Halvar aber nur dazu veranlasst, ihn zu beschimpfen und sich damit zu brüsten, er selbst habe in Wickies Alter „schon Tausende von Wölfen umgepustet“. Darauf nimmt Wickies Mutter Ylva ihren Sohn in Schutz, indem sie auf frühere Situationen anspielt, in denen Halvar ohne Wickies Hilfe zu Tode gekommen wäre oder sich sehr blamiert hätte. Ylva wettet mit Halvar, dass Wickie mit ausnahmslos jeder schwierigen Situation besser zurechtkomme als sein Vater. Und Ylva gewinnt ihre Wette am folgenden Tag: Vater und Sohn sollen zwei gleich große Steinhaufen von einer Wiese räumen. Gewinner soll sein, wer diese Arbeit am schnellsten bewerkstelligen kann. Entgegen der überheblichen Annahme des Häuptlings siegt Wickie aufgrund seines Einfallsreichtums auch in diesem Wettkampf: Während Halvar bis zur Erschöpfung Steine schleppt, denkt Wickie zunächst ruhig nach und löst sein Problem, indem er ein Katapult baut, welches mehrere Steine gleichzeitig ins Ziel befördern kann.
Damit ist das Grundmotiv der Handlung gegeben; Halvar akzeptiert fortan die geistige Überlegenheit seines Sohnes und erlaubt ihm, im nächsten Sommer an der großen Beutefahrt der Wikinger teilzunehmen. Die folgenden Episoden zu den Abenteuern dieser Fahrt variieren das Grundmotiv: Die starken, aber nicht sonderlich intelligenten erwachsenen Wikinger – namentlich Faxe, Gorm, Snorre, Tjure, Ulme und Urobe – bringen sich rauflustig und draufgängerisch immer wieder in schwierige oder peinliche Situationen, aus denen dann nur Wickies Geistesblitze sie noch retten können. So bewahrt er sie vor Gefängnis und Versklavung, erzielt durch geschickte Verhandlung einen größeren Beutegewinn, als die Wikinger jemals zuvor durch Gewalt erreichten, und seine Ideen führen die Wikinger zum Sieg gegen den gefährlichsten ihrer Feinde, den Friesenhäuptling Grim der Grimmige.
Die letzte Episode greift das Thema des ersten Kapitels wieder auf: Wickie wird im Dorf gefeiert für seine Heldentaten während der Beutefahrt, aber er fürchtet sich immer noch vor Wölfen und läuft vor ihnen davon, weil er dies für klüger hält, als mit ihnen zu kämpfen. Seine Idee, in einem winterlichen Wettkampf feststellen zu lassen, wer der beste Wolfsjäger des Dorfes ist, wird von den Wikingern begeistert aufgenommen – und führt dazu, dass die Gegend von Flake anschließend frei von Wölfen ist.

## Entstehungsgeschichte

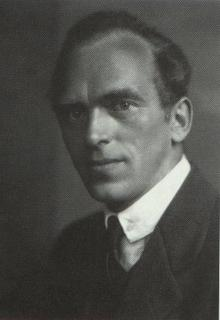
Frans G. Bengtsson, dessen Buch Die Abenteuer des Röde Orm Anregung für Wickie war.

Wickie und die starken Männer wurde ursprünglich von Jonsson als Vorlesegeschichte für seinen Sohn erfunden. Anregungen für seine Geschichten fand Jonsson in den Isländersagas, v. a. aber bei einem zeitgenössisch populären schwedischen Wikingerroman, dem Entwicklungsroman Die Abenteuer des Röde Orm von Frans G. Bengtsson. Auch dort geht es um die Geschichte eines von Natur aus eher schwächlichen und ängstlichen Wikingerjungen, der wider Willen an großen Beutefahrten der Wikinger teilnimmt und Abenteuer in fernen Ländern erlebt. Während Bengtsson aber nachzeichnet, wie aus einem ängstlichen Jungen ein tapferer und – mit Glück und Geschick – erfolgreicher Krieger und gläubiger Christ wird, bleibt der Junge bei Jonsson ein friedliebender Held.
Wichtigste Anregung für die zeichnerische Darstellung des kleinen Wikingers war für den Illustrator Ewert Karlsson das Aussehen seiner Tochter.

## Rezeption
Otfried Preußler nannte Wickie und die starken Männer anlässlich der deutschen Erstausgabe 1964 in einer Kurzrezension in der Wochenzeitung Die Zeit „eine herrlich lustige Geschichte, in der Krieg und Kriegertum im allgemeinen und die alten Wikinger im besonderen auf köstliche Art veralbert werden.“ Und er fuhr fort, dass sich der Reiz der „Antisaga [...] erst dem Erwachsenen erschließen [wird], der in der Lage ist, das Parodistische daran zu genießen.“
1965 erhielt das Werk den Deutschen Jugendbuchpreis in der Kategorie Kinderbuch; die Jury hob in ihrer Begründung die Übersetzung von Fritz und Hildegard Westphal und die kongeniale Illustration durch Ewert Karlsson besonders hervor.
Während die Rezeption der Wickie-Geschichten im Heimatland des Autors begrenzt blieb, war Jonssons Werk international sehr geschätzt; auf die Erstausgabe folgten Übersetzungen in über 20 Ländern. Insbesondere die Übersetzungen ins Deutsche waren nachhaltig erfolgreich, mit Neuauflagen und Lizenzausgaben bis in die 1970er Jahre. Zwischen 2005 und 2012 erschienen dann alle Bände der Reihe in deutschen Neuübersetzungen von Maike Dörries und mit neuen Illustrationen von Christoph Schöne.

## Fortsetzungen
Auf Wickie und die starken Männer folgten noch weitere sechs Bücher um den untypischen Wikingerhelden. Immer geht es darum, dass die Männer des Wikingerdorfs Flake sich auf der Suche nach Heldentaten in Abenteuer in fernen Weltgegenden stürzen, aus denen sie ohne Wickies Hilfe nicht herausfinden. Die Männer segeln grundsätzlich gegen den Willen ihrer Frauen los – und gegen den Willen Wickies, der seine Ablehnung gegenüber weiteren Beutefahrten so begründet: „Auf euren Fahrten passiert ja doch nichts weiter, als daß ihr aus einer Klemme in die nächste rutscht, eine schlimmer als die andere. Lieber bleib ich mit Schimpf und Schande in Flake, als daß ich mir in England Nasenbluten hole.“
Die ersten drei Fortsetzungen erschienen in rascher Folge noch in den 1960er Jahren: Wickie und die Blauschwerter (1966; Original Vicke Viking lurar de rödögda, 1965) führt die Wikinger nach England; mit Wickie und die großen Drachen (1967; Original Vicke Viking Hederskung, 1966) verlegte Jonsson den Hauptschauplatz der Handlung nach Bulgarien, wo Wickie aufgrund seiner Verdienste am Ende zum König ernannt wird; Wickie und die Rothäute (1968; Original Vicke Viking i Vinland, 1967) behandelt eine unfreiwillige Atlantiküberfahrt der Wikinger und Abenteuer bei den nordamerikanischen Indianern. 1973 folgte der fünfte Band der Kinderbuch-Reihe, Wickie und das hölzerne Pferd (Original Vicke Viking och burduserna, 1969), mit neuen Abenteuern bei den Bulgaren, die ihren König Wickie um Hilfe gebeten hatten. Im folgenden Band Wickie und die Stadt der Tyrannen (1976; Original Vicke Viking störtar tyrannerna, 1975) helfen die Flake-Wikinger den unterdrückten Einwohnern einer Stadt weit im Süden gegen ihren tyrannischen König.
Abschließend kam Runer Jonsson viele Jahre später nochmals auf seine Erfolgsgeschichten um Wickie zurück: sein letztes Wickie-Buch, im Deutschen unter dem Titel Wickie, der Wikinger erst 2012 erschienen (Original Vicke tar över, 1993), enthält Abenteuer Wickies als Dorfhäuptling nach dem Tod seines Vaters.

## Adaptionen – Hörspiele, Zeichentrickserien, Spielfilme

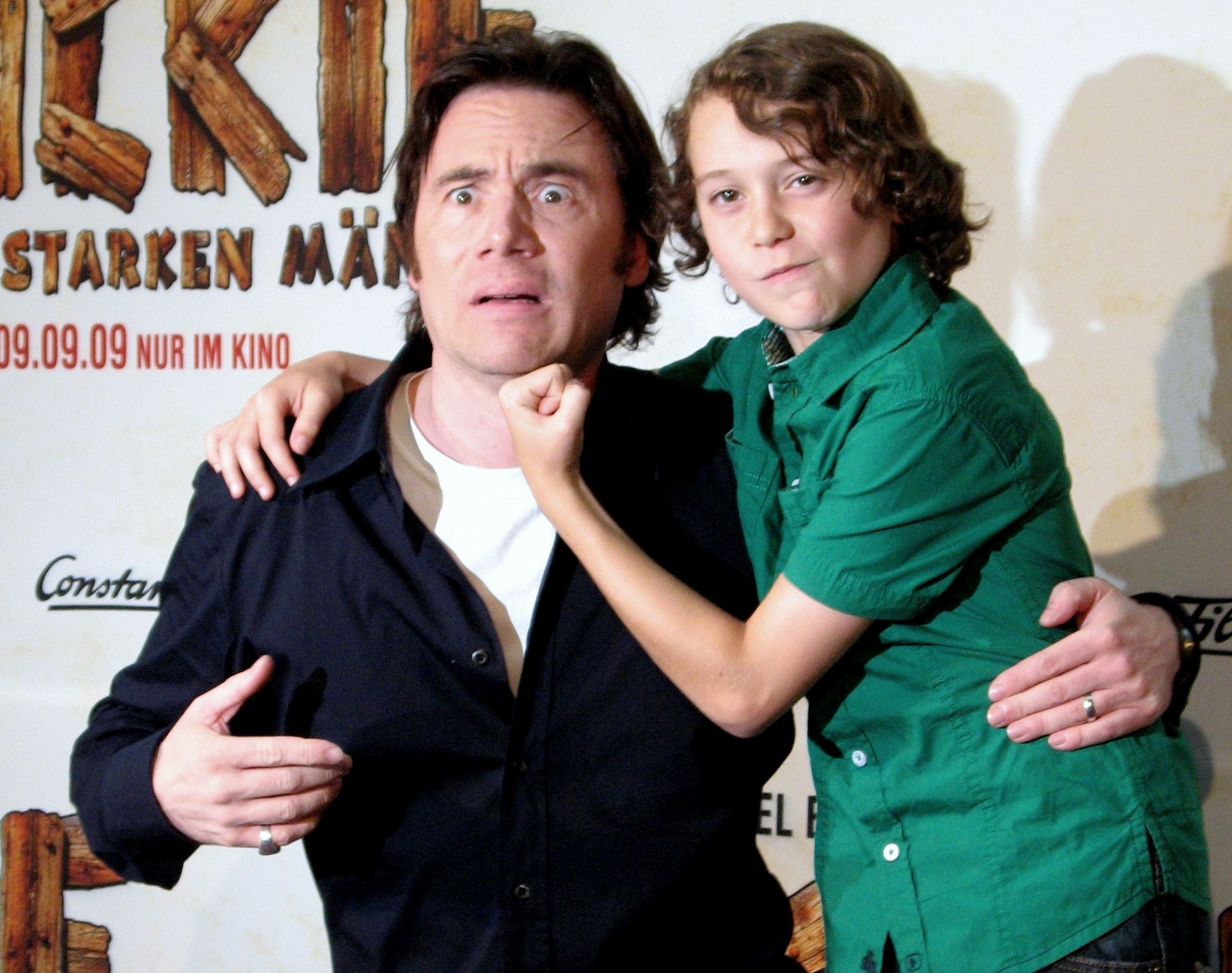
Michael Herbig (Regie) und Jonas Hämmerle (Wickie) bei einer Pressekonferenz zur Verfilmung von Wickie und die starken Männer 2009.

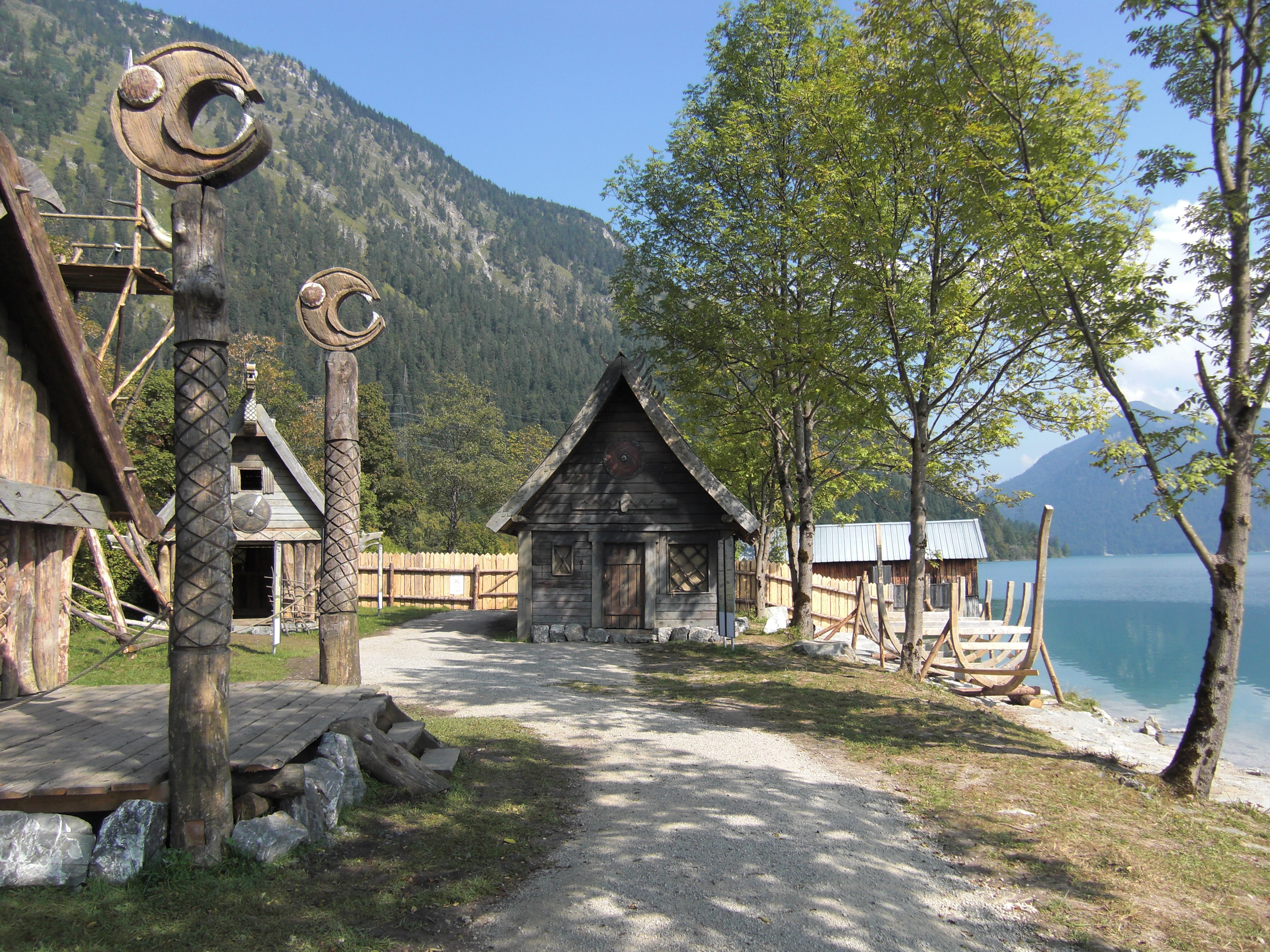
Filmkulisse zum Spielfilm Wickie und die starken Männer am bayerischen Walchensee.

Schon im Jahr der Verleihung des Deutschen Jugendbuchpreises 1965 produzierte der Westdeutsche Rundfunk Wickie und die starken Männer als Radio-Hörspiel in zwei jeweils etwa halbstündigen Teilen. Regie führte Hermann Pfeiffer, die Musik komponierte Kurt Herrlinger, die Wickie-Rolle sprach Marius Müller-Westernhagen, Kaspar Brüninghaus war Wickies Vater Halvar. Die Erstsendung dieser Produktion erfolgte am 17. Oktober 1965 (Teil 1) und am 24. Oktober 1965 (Teil 2).
Ab Mitte der 1970er Jahre wurden Jonssons Wickie-Geschichten in der Adaption als Anime-Zeichentrickserie dann zu einem Klassiker der Fernsehunterhaltung für Kinder. Im Auftrag des ZDF wurden die bis dahin vorliegenden ersten fünf Bände der Reihe in Japan als 78-teilige Serie produziert (Serientitel: Wickie und die starken Männer); diese Produktion war Ergebnis der ersten internationalen Zusammenarbeit des ZDF in diesem Genre, deutscher Serienstart war am 31. Januar 1974. Zwischen 1974 und 2010 gab es allein bei den deutschen öffentlich-rechtlichen Sendern 21 komplette Wiederaufführungen der Serie, zwölf im ZDF und neun im Kinderkanal KiKA, mit regelmäßigen Marktanteilen von über 65 %. Die vielen Wiederholungen und die internationale Verbreitung machten Wickie zur Langzeit-Erfolgsmarke des ZDF-Kinderprogramms.
Die Zeichentrickserie orientierte sich sowohl in der Handlung der einzelnen Folgen als auch in der Darstellung der Figuren an den Inhalten und Illustrationen der literarischen Vorlagen. Nach Einschätzung des Internationalen Zentralinstituts für das Jugend- und Bildungsfernsehen (IZI) war ausschlaggebend für den langdauernden Erfolg der Umsetzung, dass Runer Jonsson mit Wickie einen Charakter geschaffen hatte, der auch Jahrzehnte nach der Erstveröffentlichung den Kindern – unabhängig davon, ob sie Jungen oder Mädchen sind – noch aktuelle Identifikationsmöglichkeiten bieten konnte.
An die Zeichentrickserie knüpfte Michael Herbig 2008 als Regisseur mit der Verfilmung des Stoffs als Spielfilm an; seine Adaption – ebenfalls wie die Vorlage unter dem Titel Wickie und die starken Männer – war so erfolgreich, dass sie 2011 zur aufwändig produzierten Fortsetzung Wickie auf großer Fahrt unter der Regie von Christian Ditter führte, der ersten deutschen 3D-Film-Produktion.
2014 schließlich wurde die Zeichentrickserie von 1974 – wieder im Auftrag des ZDF – komplett neu als computeranimierte Fernsehserie ausgearbeitet, ausgestrahlt ebenfalls unter dem Serientitel Wickie und die starken Männer; deutscher Start dieser neuen Serie war am 18. April 2014.
2019 wurde der 3D-Animationsfilm Wickie und die starken Männer – Das magische Schwert produziert, mit Julius Weckauf (Wickie) und Dietmar Bär (Halvar) als Sprecher der Hauptrollen.
Die beiden Zeichentrickserien und die Real-Spielfilme wurden ihrerseits zur Vorlage für Veröffentlichungen von Wickie-Geschichten in anderen Medien, für Hörspiel-Cassetten bzw. -CDs, für Comic-Hefte und für Computerspiele.

## Philatelistisches
Mit dem Erstausgabetag 3. Dezember 2020 gab die Deutsche Post AG unter der Bezeichnung Helden der Kindheit: Wickie ein Postwertzeichen im Nennwert von 60 Eurocent heraus.

## Liste der schwedischen und deutschen Erstausgaben
Die folgende Auflistung ist eine Bibliografie der schwedischen und deutschen Erstausgaben von Wickie und die starken Männer und seiner Fortsetzungen:
- Vicke Viking. Teckningar av EWK. LTs Förlag, Stockholm 1963 (schwedische Erstausgabe).
  - Wickie und die starken Männer. Aus dem Schwedischen übersetzt von Fritz und Hildegard Westphal, Illustrationen von Ewert Karlsson. Herold-Verlag, Stuttgart 1964 (deutsche Erstausgabe).
  - Wickie und die starken Männer. Aus dem Schwedischen von Maike Dörries, Einband und farbige Illustrationen von Christoph Schöne. Ellermann Verlag, Hamburg 2005, ISBN 978-3-7707-2850-3 (deutsche Erstausgabe der Neuübersetzung).
- Vicke Viking lurar de rödögda. Teckningar av EWK. LTs Förlag, Stockholm 1965 (schwedische Erstausgabe).
  - Wickie und die Blauschwerter. Seine Abenteuer mit den Rotäugigen. Aus dem Schwedischen übersetzt von Fritz und Hildegard Westphal, Illustrationen von Ewert Karlsson. Herold-Verlag, Stuttgart 1966 (deutsche Erstausgabe).
  - Wickie auf großer Fahrt. Aus dem Schwedischen von Maike Dörries, Einband und farbige Illustrationen von Christoph Schöne. Ellermann Verlag, Hamburg 2006, ISBN 978-3-7707-2851-0 (deutsche Erstausgabe der Neuübersetzung).
- Vicke Viking Hederskung. Teckningar av EWK. LTs Förlag, Stockholm 1966 (schwedische Erstausgabe).
  - Wickie und die großen Drachen. Seine Abenteuer im Lande der Bulgaren. Aus dem Schwedischen übersetzt von Fritz und Hildegard Westphal, Illustrationen von Ewert Karlsson. Herold-Verlag, Stuttgart 1967 (deutsche Erstausgabe).
  - Wickie und das Drachenschiff. Aus dem Schwedischen von Maike Dörries, Einband und farbige Illustrationen von Christoph Schöne. Ellermann Verlag, Hamburg 2007, ISBN 978-3-7707-2852-7 (deutsche Erstausgabe der Neuübersetzung).
- Vicke Viking i Vinland. Teckningar av EWK. LTs Förlag, Stockholm 1967 (schwedische Erstausgabe).
  - Wickie und die Rothäute. Aus dem Schwedischen übersetzt von Fritz und Hildegard Westphal, Illustrationen von Ewert Karlsson. Herold-Verlag, Stuttgart 1968 (deutsche Erstausgabe).
  - Wickie der Entdecker. Aus dem Schwedischen von Maike Dörries, Einband und farbige Illustrationen von Christoph Schöne. Ellermann Verlag, Hamburg 2008, ISBN 978-3-7707-2853-4 (deutsche Erstausgabe der Neuübersetzung).
- Vicke Viking och burduserna. Teckningar av EWK. LTs Förlag, Stockholm 1969 (schwedische Erstausgabe).
  - Wickie und das hölzerne Pferd. Aus dem Schwedischen übersetzt von Fritz und Hildegard Westphal, Illustrationen von Ewert Karlsson. Herold-Verlag, Stuttgart 1973 (deutsche Erstausgabe).
  - Wickie und die Graumänner. Aus dem Schwedischen von Maike Dörries, Einband und farbige Illustrationen von Christoph Schöne. Ellermann Verlag, Hamburg 2009, ISBN 978-3-7707-2854-1 (deutsche Erstausgabe der Neuübersetzung).[22]
- Vicke Viking störtar tyrannerna. Teckningar av EWK. Askild & Kärnekull, Stockholm 1975, ISBN 91-7008-514-5 (schwedische Erstausgabe).
  - Wickie und die Stadt der Tyrannen. Aus dem Schwedischen übersetzt von Fritz und Hildegard Westphal, Illustrationen von Ewert Karlsson. Herold-Verlag, Stuttgart 1976, ISBN 3-7767-0158-7 (deutsche Erstausgabe).
  - Wickie und die Stadt der Könige. Aus dem Schwedischen von Maike Dörries, Einband und farbige Illustrationen von Christoph Schöne. Ellermann Verlag, Hamburg 2011, ISBN 978-3-7707-2855-8 (deutsche Erstausgabe der Neuübersetzung).
- Vicke tar över. Bildningsförlaget, Borgholm 1993, ISBN 91-88402-13-4 (schwedische Erstausgabe).
  - Wickie, der Wikinger. Aus dem Schwedischen von Maike Dörries, Einband und farbige Illustrationen von Christoph Schöne. Ellermann im Dressler Verlag, Hamburg 2012, ISBN 978-3-7707-2856-5 (deutsche Erstausgabe).